# Maria Consolata Collino
Maria Consolata Collino (Torino, 9 dicembre 1947) è un'ex schermitrice italiana, specializzata nel fioretto. Ha vinto il titolo di campionessa italiana nel 1973 ed una medaglia d'argento nella scherma ai Giochi olimpici di Montreal 1976.
È stata dirigente del Club Scherma Torino, ed ha fatto parte del comitato promotore per i mondiali di scherma di Torino 2006.